# Pseudozarba mesozona
Pseudozarba mesozona is een vlinder van de familie van de uilen (Noctuidae). De wetenschappelijke naam van deze soort is voor het eerst voorgesteld als Xanthoptera mesozona door George Francis Hampson in een publicatie uit 1896.
De soort komt voor in Eritrea, Djibouti, Somalië, Saudi-Arabië, de Verenigde Arabische Emiraten, Oman en Jemen.